# Clisson

Clisson este o comună în departamentul Loire-Atlantique, Franța. În 2009 avea o populație de 6,778 de locuitori.